# Lijst van Zweedse eilanden
Dit is een lijst van Zweedse eilanden. De lijst is op dit moment nog incompleet, maar de grootste en belangrijkste eilanden worden genoemd. 

## Eilanden naar grootte (km²)
1. Gotland, 2994 km²
2. Öland, 1347 km²
3. Orust, 346 km²
4. Hisingen, 199 km²
5. Värmdö, 181 km²
6. Tjörn, 148 km²
7. Väddö, 128 km²
8. Fårö, 113 km²
9. Selaön, 95 km²
10. Gräsö, 93 km²
11. Färingsö, 82 km²
12. Hertsön, 73 km²
13. Alnön, 68 km²
14. Ekerö en Munsö, 68 km²
15. Tosterön-Aspön, 66 km²
16. Ingarölandet, 63 km²
17. Ljusterö, 62 km²
18. Torsö, 62 km²
19. Ammerön, 60 km²
20. Kållandsö, 57 km²

## Eilanden naar grootte (omtrek)
1. Gotland, 686
2. Öland, 496
3. Värmdö, 236
4. Orust, 216
5. Gräsö, 206
6. Väddö en Björkö, 204
7. Tjörn, 191
8. Hisingen, 139
9. Ljusterö, 126
10. Kållandsö, 120
11. Hertsön, 110
12. Hammarö, 102
13. Vindö en Djurö, 99
14. Ekerö en Munsö, 98
15. Fårö, 97
16. Ingarölandet, 95
17. Torsö, 94
18. Färingsö, 93
19. N Finnö en Yxnö, 92
20. Selaön en Tosterön-Aspön 88

## Eilanden naar inwoneraantal
1. Hisingen, 125 000
2. Södermalm, 97 000
3. Gotland, 57 000
4. Lidingö, 42 000
5. Kungsholmen, 26 000
6. Öland, 24 000
7. Orust, 14 000
8. Tjörn, 14 000
9. Värmdö, 12 000

## Eilanden naar provincie
| - Blekinge län - Hanö - Hasslö - Sturkö - Tjärö - Tärnö - Utklippan - Dalarnas län - Sollerön - Gotlands län - Asunden - Fjaugen - Furillen - Fårö - Gotland - Gotska Sandön - Lilla Karlsö - Stora Karlsö - Gävleborgs län - Bergön - Brännön - Iggön - Limön - Hallands län - Nidingen - Jämtlands län - Ammerön - Andersön - Börö-ön - Frösön - Isön - Verkön - Norderön - Jönköpings län - Visingsö - Kalmar län - Blå Jungfrun - Händelöp - Öland - Kronobergs län - Bolmsö - Helgö - Norrbottens län - zie Norrbotten-archipel - Skåne län - Hallands Väderö - Ivö - Ven | - Stockholms län - Adelsö - Arholma - Björkö - Blidö - Ekerö - Estbröte - Grinda - Fejan - Kungshatt - Kungsholmen - Lilla Essingen - Lidingön - Lovön - Långholmen - Nämdö - Ornö - Reimersholme - Rindö - Rådalsholmen - Singö - Skarpö - Stadsholmen - Stora Essingen - Torö - Utö - Väddö - Värmdö - Vätö - Yxlan - Årsta Holmar - Ägnö | - Uppsala län - Gräsö - Västerbottens län - Holmöarna - Norrbyskär - Obbolaön - Västernorrlands län - Alnön - Hemsön - Härnön - Mjältön - Trysunda - Ulvön - Västra Götalands län - Amundö - Bassholmen - Bissen - Björkö - Brännö - Danaholmen - Donsö - Dyrön - Fotö - Galtö - Hamburgö - Hisingen - Hällsö - Hälsö - Hönö - Kalvsund - Kalvö - Kalvön - Koster - Klädesholmen - Kållandsö - Källö-Knippla - Lindö - Malmön - Orust - Resö - Rörö - Stenungsön - Tjörn - Torsö - Trossö - Vattenholmen - Vinga - Väderöarna - Åstol - Öckerö - Östergötlands län - Esterön - Fläsklösen |

Abborrgrundet · Ala Penno · Björn · Björn sten · Blåsut (Haparanda) · Byskär · Dagsten · Enskär · Etukari (Haparanda) · Eva (eiland) · Granholmen (Haparanda) · Granvik · Grusbrännan · Gunnaren · Hamngrundet (eiland) · Hamngrundet (zandbank) · Hamppuleiviskä · Hanhinkari · Hargrundet · Harrinkrunni · Haru · Hasu -Hietasaari (Haparanda) · Honkasaarenkrunni · Honkasaari · Horden · Huitori · Huitorin Ulkokari · Huitorintöyrä · Hylkiletto · Hyyppä · Hälskerinkrunni · Höynänkari (noord) · Höynänkari (zuid) · Islandet · Iso Lehtikari · Isokivenkari · Isokrunni · Joutokrunni  · Juopalla · Kaitta · Kajava · Kalkkikari (Hanhinkari) · Kalkkikari (Seskarö) · Kalliohasu · Kataja · Katajankrunni · Kelkkaletto · Keräsniemenkari · Keski Penno · Klauksenkari · Klaus (eiland) · Koijukari · Koijuluoto · Kokkotöyrä · Korkea · Kourinkrunni · Kraaseli · Kraaseligrundet · Kraaselikrunni · Kråkholmarna · Kuninkaankari · Kurikanmatalat · Kurikka (eiland) · Kutarna · Kuusiriskilö · Kuusitiipuri · Laahaja · Laitakari (Haparanda) · Legionen · Lehmäkari · Lehtitiipuri · Leiskeri · Lellikrunni · Leppikari - Leppäriskilö · Letonkluppi · Letonkrunni · Letto · Liipa · Lill-Austi · Lilla Almsten · Lilla Harrsten · Lilla Hepokari · Lilla Vasti · Länsikrunni · Lådan · Långören (Haparanda) · Löngrunden · Mali (eiland) · Matalinkari · Meriklupu · Mustakari · Nidunkari · Nissu · Norrviksgrundet · Nuottalahenkari · Nälkäkrunni · Ostgrundet · Paha · Paljas (eiland oost) · Paljas (eiland west) · Pensaskari · Pihjalakari · Pikku Lehtikari · Pikku Tervakari · Pikkukrunni · Pirttiluoto · Piskan · Pitkäkari · Pohjaskluppi · Pohjaskrunni · Pojkarna · Prokko · Puukko · Puukkonkrunni · Pöllö · Rajakari · Rautakrunni · Rautaletto (Haparanda) · Remu · Revässaari · Riekonkari · Riitakrunni · Riskilö · Ristikari · Räiskä · Salakrunni · Saltgrundet · Sandskär (Haparanda) · Santasaari · Sarven Riskilö · Sarvenkataja · Satula · Selkäkari (Haparanda) · Seskar Furö · Seskarö (eiland) · Sinnerstenarna · Sipi · Skomakaren · Skratten · Sprallen · Stenungarna · Stor-Austi · Stora Almsten · Stora Hamnskär · Stora Harrsten · Stora Hepokari · Stora Vasti · Svartsten · Säivisklubbarna · Sölkäkari (Salmis) · Sölkäkari (Seskarö) · Sölkäkarinkrunni · Taipaleenkari · Tallrikarna · Tantamanni · Tervakari · Tervaletto · Tervasaarenkrunni · Tiilikrunni · Tirro · Tomten · Torne-Furö · Torne-Furögrund · Torvikari · Töyrä · Vasikka · Vasikkasaari (Kalalahti) · Vasikkasaari (Nikkala) · Vettarna · Viinalanmatala · Vikaren · Vähä Lehtikari · Västra Knivskär · Vågören · Ykspihlaja · Yli Penno · Ylikari (noord) · Ylikari (zuid) · Äimä · Östra Knivskär · Östra Launinkari · Öystinkari
Ajaxarna · Algrundet · Alholmarna · Alholmen · Almansgrundet · Ankargrynnan · Bastagrundet · Berghamn · Berghamnklippan · Bergnäsgrunden · Bergön · Bettnäsgrundet · Binnören · Binnörgrynnan · Björkgrundet · Björkholmen · Björn · Björnholmsgrynnan · Björngrundet · Björnrevet · Blackgrundet · Blåhällan · Bockön · Bodskatagrynnan · Bodögrönnan · Bodörsreven · Bodöskären · Bredskäret · Börstholmsgrunden · Börstskärsbådan · Börstskärsgrundet · Dagbrotten · Djupbäcksholmen · Djupvarpsgrynnan · Dockholmen · Enagrundet · Enholmen · Enrisgrundet · Eriksören · Erikören · Finskören · Fjuksholmen · Fjuksholmsgrundet · Fjärdsgrundet (oost) · Fjärdsgrundet (west) · Flaragrynnorna · Flockgrundet · Flottgrundet · Frevisören · Furuholmen · Furuholmen (Sangis) · Furuholmsgrunden · Fälesön-Lägenön · Fårögrundet · Följet · Gammalhusgrundet · Gammalhusgrynnorna · Getholmen · Getskärsstenen · Granholmen (Siknåsfjärden) · Granholmen (Lillönfjärden) · Granön-Börstskäret · Granskatagrunden · Granskäret · Grisselholmen · Grundet · Gräddmanshällorna · Gräddören · Gräsgrynnan · Gräsören · Gårdgrönnan · Gåsören · Halsögrundet · Halsön · Hamnholmen · Haragrunden · Hastaskäret · Hastaskärsgrundet · Humlan · Huvögrunden · Häggholmen · Hällgrundet · Hällhamskatagrynnorna · Hällholmen (Kalix oost) · Hällholmen (Kalix west) · Hällskäret · Hönsungen · Hönsunggrundet · Innerstgrundet · Inre Grönnan · Kallskäret · Kallvikskäret · Kalvgrunden · Kastören · Kattholmen · Kattholmsgrynnorna · Kaxen · Klingergundet · Korpholmen · Korpholmgrynnan · Korsgrundet-Vattungen · Kringelön · Kuggen · Kuggrynnan · Kullmössan · Kungsörarna · Kusen · Kvarnörbådan · Kvarnören · Kyrkgrundet · Lappören · Ligogrunnan · Likskäret · Likskärsgrynnan · Likskärshällan · Likskärsrevet · Lillbådan · Lillfårögrynnan · Lillfåröholmen · Lillvarpgrundet · Lillögrundet · Lill-Fårön · Lill Bergholmen · Lill-Jakobgrund · Lill Skabben · Lilla Gubben · Lilla Gumman · Lilla Huvön · Lilla Sonaholmen · Lilla Trutskär · Lillholmen · Lutskärsgrynnan · Lägenö-Furuholmen · Lägenön (west) · Lång-Lövgrundet · Långgrundet (oost) · Långgrundet (west) · Långgrynnan · Långören-Rossören · Långskärsgrunden · Lövgrundet · Malgrundet · Malungsgrundet · Malungsgrynnan · Malören · Massan · Matsgrundet · Mellanbrottet · Mellangubben · Mellangrundsbotten · Mellerstskäret · Mittigrundet (oost) · Mittigrundet (west) · Mitti Holsterören · Norra Gammelgrundet · Notörsgrundet · Nygrundet · Nygrynnan · Nässkatagrundet · Nätigrundet · Näverön · Ollgrundet · Olnilsbrottet · Ol-Knuts · Ornskäret · Orrskärsgrundet · Orrskärsrevet · Oxören · Per-Jönsagrynnan · Portstenen · Pölgrynnan · Renen · Repskäret · Repskärsbådan · Repskärsgrundet · Repskärssten · Revelholmen · Risholmen · Risön-Ångören · Rågholmen · Rånön · Rödhällgrundet · Rönnören · Sissan · Sjugranagrynnan · Skabbgrunden · Skagsgrunden · Skags-Furuholmen · Skarven · Skirgrundet · Skogören · Skränmåsören · Skötholmen-Lövholmen · Slätbådan · Sonaholmsgrundet · Splitterören · Stabbsandsgrundet · Starrgrynnan · Stenen · Stengrund · Stor Bergholmen · Stor-Fårön · Stor-Granholmen · Stora Huvön · Stor-Jakobgrund · Stora Gubben · Stora Gumman · Stora-Rågholmgrundet · Stora Sonaholmen · Stora Trutskär · Storbrottet · Storbådan · Storfårögrynnan · Storören · Stridsgrynnan · Strömsgrundet · Ströstenarna · Svallgrundet · Svartgrundet · Svarten · Svartholmen (oost) · Svartholmen (west) · Svartholmsgrynnan · Svarthällan · Svartskatahällan · Svartskäret · Sydhällsgrynnan · Sälgrönnan · Södra Gammelgrundet · Sören-Långören · Tallholmen · Tappermann · Tjärugrundet · Tjäruskäret · Tomten · Tregränagrundet · Trollen · Troppören · Trutbådan · Truten · Trutgrynnan · Trutskär · Trutskärsgrynnan · Träffen · Tunnskär · Tunnskärshällorna · Tärnören · Vaktgrynnan · Vattengrynnan · Vattungen · Vibbgrundet · Vitgrundet · Vitgrundet (Lägenön) · Västerst Holsterören · Vånafjärdsgrynnan · Yrstenen · Ytterstlandet · Yttregrundet · Yttre Sandgrundet · Yttre Västantillgrundet · Åsenholmen · Örarna